# عمى قشري
العمى القشري هو فقدانٌ كليٌ أو جزئي للرؤية في العين الطبيعية يحدث نتيجة تلف القشرة القذالية في المخ. وقد يكون العمى القشري مكتسبًا أو خِلقيًا، كما أنه قد يكون عابرًا في حالات محددة. كثيرًا ما يحدث العمى القشري المكتسب بسبب فقدان تدفق الدم إلى القشرة القذالية إما من انسداد الشريان المخي الخلفي أحادي أو ثنائي الجانب (السكتة الإقفارية) وبسبب جراحة القلب. وفي معظم الحالات، لا يكون فقدان الرؤية الكامل أمرًا دائمًا حيث قد يستعيد المرضى بعض الرؤية (ضعف البصر القشري). وغالبًا ما يحدث العمى القشري نتيجة السكتة الإقفارية أثناء الولادة والتهاب الدماغ والتهاب السحايا.
وفي حالات نادرة، قد يقل إدراك المريض المصاب بالعمى البصري المكتسب أو لا يدرك تمامًا أنه فقد بصره، وهي ظاهرة تُعرف باسم متلازمة أنطون أو متلازمة أنطون بابينسكي.
يتم تصنيف العمى القشري وضعف البصر القشري (CVI)، الذي يشيرإلى الفقد الجزئي للرؤية نتيجة التلف القشري، على أنها مجموعات فرعية لضعف البصر العصبي (NVI). ويجب التفرقة بين ضعف البصر العصبي وأنواعه الفرعية الثلاثة - العمي القشري وضعف البصر القشري والتقيح البصري المتأخر — وبين ضعف البصر العيني من حيث المسببات المختلفة والبؤرة الهيكلية، والمخ والعين على التوالي. وإحدى العلامات التشخيصية لهذه التفرقة أن بؤبؤ العين بالنسبة للأشخاص المصابين بالعمى القشري سيستجيب للضوء في الوقت الذي لن يستجيب فيه بؤبؤ الأشخاص المصابين بضعف البصر العيني.

## الأسباب
يُعد الإقفار (نقص الأكسجين) السبب الأكثر شيوعًا للإصابة بالعمى القشري الذي يصل إلى الفصوص القذالية نتيجة انسداد أحد الشرايين الدماغية الخلفية أو كليهما. ومع ذلك، توجد حالات أخرى معروفة تسبب العمى القشري المُكتسب أو العابر، منها:
- الآفات ثنائية الجانب التي تصيب القشرة البصرية الرئيسة.[2]
- الأثر الجانبي لبعض الأدوية المضادة للصرع (الأدوية المضادة للصرع (AED)).
- داء كروتزفلد-جاكوب، بالاقتران مع البداية السريعة للإصابة بـالخرف.
- العدوى.[4]
- إصابة الدماغ الرضية حتى الفص القذالي من المخ.[4]
- التشوهات الخِلقية بالفص القذالي.[4]
- الارتجاع[5] ونادرًا مقدمات الارتجاع.[6][7]
- فرط أمونيا الدم.[8]

أما الأسباب الأكثر شيوعًا بالعمى القشري الخِلقي فهي:
- إصابة الدماغ الرضية (TBI) حتى الفص القذالي من المخ.[3]
- التشوهات الخِلقية بالفص القذالي.[4]
- الإقفار أثناء الولادة.[3]
- التهاب الدماغ.[3]
- التهاب السحايا.[3]

## الأعراض
تشتمل الأعراض الأكثر شيوعًا لمرض العمى القشري المُكتسب والعابر على:
- الفقد الكامل للإحساس البصري والرؤية.[9]
- خلل/انخفاض قدرات إدراك الضوء و/أو الحركة، باستثناء الأغراض الساكنة (ظاهرة ريدوك (Riddoch)).[2]
- الافتقار إلى التركيز والتعقب البصري.[9]
- إنكار فقد البصر (متلازمة أنطون-بابينسكي).
- الهلوسة البصرية.[9]
- الاستبقاء البقعي، الذي تكون فيه الرؤية في النقرة بمنأى عن العمى.[9]

## التشخيص
يعاني الشخص المصاب بالعمى القشري من عدم الرؤية إلا أن استجابة بؤبؤ عينه للضوء تكون سليمة (بسبب عدم اشتراك القشرة الدماغية في رد الفعل). وبالتالي، فأحد الاختبارات التشخيصية للعمى القشري هو التحقق بوضوح من عمل الأعصاب البصرية والوظائف غير القشرية للعين بشكل طبيعي. حيث يقتضي ذلك التأكد من استطاعة المريض التمييز بين الضوء والظلام، وأن بؤبؤ عينه يتمدد وينكمش نتيجة التعرض للضوء. بعد ذلك، يُطالب المريض بوصف شيء يمكنه تمييزه بالرؤية العادية. فعلى سبيل المثال، قد يُسأل المريض الأسئلة التالية:
- «كم عدد الأصابع التي أرفعها؟»
- «ما الذي تقوله هذه الإشارة (على خزانة الحارس، باب الحمام، لافتة الخروج)»؟
- «ما نوع آلة البيع هذه (مع وجود صورة زاهية لاسم تجاري معروف عليها)؟»

لن يتمكن المرضى المصابون بالعمى القشري من تحديد الشيء الذي يتم سؤالهم عنه على الإطلاق أو لن يستطيعوا تقديم أي تفاصيل أخرى سوى اللون أو ربما الشكل العام. وهذا يشير إلى أن انعدام الرؤية عصبي وليس بصري. ويشير تحديدًا إلى عجز القشرة القذالية عن معالجة وتفسير المدخلات السليمة القادمة من شبكية العين بشكل صحيح.
يجب أن يكون تنظير القاع طبيعيًا في حالات العمى القشري. وقد يقترن العمى القشري بالهلوسة البصرية، وإنكار فقد البصر (متلازمة أنطون-بابينسكي)، والقدرة على إدراك الحركة ولكن ليس إدراك الأجسام الثابتة. (ظاهرة ريدوك).

## النتيجة
يعتمد تشخيص حالة الشخص المُصاب بالعمى القشري لدرجة كبيرة على السبب الأصلي للعمى. فالمرضى المُصابون بتقرحات قشرية ثنائية، على سبيل المثال، لديهم فرصة ضئيلة في استرداد البصر عن المرضى الذين عانوا من نوبة إقفارية عابرة أو النساء اللائي واجهن مضاعفات متعلقة بالارتجاع. أما في المرضى الذين يعانون من العمى القشري المُكتسب، فنادرًا ما يحدث فقد كامل للبصر. ويكون تطور العمى البصري إلى ضعف بصري قشري أقل خطورة هو النتيجة الأكثر احتمالًا. أضف إلى ذلك أن بعض المرضى يستعيدون البصر بالكامل، كما هو الحال مع العمى القشري العابر المرتبط بالارتجاع والآثار الجانبية لبعض الأدوية المحددة المضادة للصرع.
ساعدت الدراسة الأخيرة التي قدمها كريستال بي هوكسلين (Krystal B. Huxlin)، عن إعادة التعلم من الحركة البصرية المعقدة عقب التلف V1، في تقديم معالجات قد تكون واعدة بالنسبة للأشخاص الذين يعانون من العمى القشري المُكتسب. تركز هذه المعالجات على إعادة تدريب وإعادة ضبط مسارات سليمة محددة في القشرة البصرية الأكثر أو الأقل إدراكًا في الأفراد الذين يعانون من تلف دائم في V1. وقد وجدت هوكسلين وآخرون أن التدريب المحدد المركز على الاستفادة من «المجال الأعمى» للأشخاص الذين يعانون من تلف دائم في v1 يؤدي إلى تحسن قدرة المرضى على إدراك الحركة البصرية البسيطة والمعقدة. وقد يعمل هذا النوع من نظريات «إعادة التعلم» على توفير حل بديل للأشخاص الذين يعانون من العمى القشري المُكتسب بغية تحسين إدراك البيئة البصرية.